# Df (یونیکس)

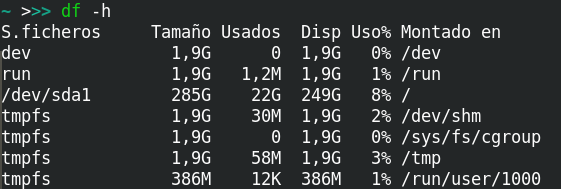
نمونه ی دستور df در لینوکس

دستور df یکی از دستورهای خط فرمان یونیکس است که برای نمایش میزان فضای خالی پارتیشن‌ها مورد استفاده قرار می‌گیرد. df یا با خواندن فایل mtab یا با استفاده از statfs پیاده‌سازی می‌شود. df اولین بار در نسخه ۱ یونیکس ای‌تی‌اندتی ظاهر شد.

## گزینه‌ها
در مشخصه‌های یونیکس واحد خصوصیات df به صورت زیر است:
```
df
 
[
-k
]
 
[
-P
|
-t
]
 
[
-del
]
 
[
file...
]

```

‎-P: از قالب خروجی استاندارد و قابل حمل استفاده می‌کند.
‎-k: در هنگام چاپ آمار و ارقام به جای استفاده از واحد ۵۱۲ بایتی، از واحدهای ۱۰۲۴ بایتی استفاده می‌کند.
‎-h: خروجی را به صورت human-readable یا قابل درک برای انسان نمایش می‌دهد. از آمار و ارقام در قالب کیلوبایت، مگابایت، گیگابایت و ... نمایش می‌یابند.
‎-l: فقط فایل سیستم‌های محلی را نمایش می‌دهد. (از نمایش دادن فایل سیستم‌های شبکه‌ای خود داری می‌کند))
‎-t: فقط نوع خالی ار فایل‌سیستم را نمایش می‌دهد مثلاً:
```
df
 
-t
 
ext3

```

فقط فایل سیستم‌های نوع ext۳ را نمایش می‌دهد.
‎-x: از نمایش فایل سیستم‌های مشخص شده خود داری می‌کند.
در بسیاری از سیستم‌های یونیکس و شبه یونیکس، گزینه‌های اضافه بیشتری هم وجود دارد.

## مثال
```
 
$
 
df
 
-k

 
Filesystem
    
1024
-blocks
      
Free
 
%Used
    
Iused
 
%Iused
 
Mounted
 
on

 
/dev/hd4
            
32768
     
16016
   
52
%
     
2271
    
14
%
 
/

 
/dev/hd2
          
4587520
   
1889420
   
59
%
    
37791
     
4
%
 
/usr

 
/dev/hd9var
         
65536
     
12032
   
82
%
      
518
     
4
%
 
/var

 
/dev/hd3
           
819200
    
637832
   
23
%
     
1829
     
1
%
 
/tmp

 
/dev/hd1
           
524288
    
395848
   
25
%
      
421
     
1
%
 
/home

 
/proc
                   
-
         
-
    
-
         
-
     
-
  
/proc

 
/dev/hd10opt
        
65536
     
26004
   
61
%
      
654
     
4
%
 
/opt

```